# Bond van Bonden
De Bond van Bonden (Russisch: Союз союзов, Soyuz soyuzov) was een verbond van verschillende vakbonden in het Russische Keizerrijk. De organisatie was opgericht in 1905 en was actief gedurende de laatste jaren van het Tsaristisch bewind. De Bond van Bonden speelde een grote rol gedurende de Revolutie van 1905.

## Geschiedenis
De dag na Bloedige Zondag begonnen honderdduizend mensen in Sint-Petersburg te staken. Er werden nieuwe vakbonden opgericht, die zich verenigden in de Bond van Bonden. De Bond was gelieerd aan de liberale intelligentsia. De Vakbond van Schrijvers, Advocaten, Professoren en Ingenieurs was een van de eerste vakbonden die werden opgericht. Zij werden gevolgd door de Vrouwenvakbond voor Gelijkheid.
Na de oprichting van de Doema in juli 1905 besloten de radicale leden van de Bond van Bonden samen met de socialisten om zich te concentreren op burgerlijke ongehoorzaamheid om verdere democratisering af te dwingen. Volgens de toenmalige kieswet zou slechts 1% van de volwassenen in Sint-Petersburg mogen stemmen. En dat percentage lag voor de meeste onderzochte provinciesteden nog lager. De nationale leiding van de Bond van Bonden wilde een algemene staking beginnen voor het streven naar meer democratische hervormingen. De socialisten, voornamelijk mensjewieken, vergrootten hun invloed ten koste van de liberalen. In augustus 1905 werd het kiesrecht enigszins uitgebreid.
Op 20 september 1905 (volgens de juliaanse kalender) begonnen Moskouse drukkers te staken. Hun vakbond was lid van de Bond van Bonden. De stakers begonnen met studenten een demonstratie, die aangevallen werd door de politie. Stakers en andere demonstranten richtten barricades op. Uit solidariteit met de Moskouse drukkers begonnen de drukkers in Sint-Petersburg te staken. Via de Bond volgden de werknemers van de spoorwegen hun voorbeeld, waardoor het treinverkeer plat lag. Fabrieksarbeiders, winkelbedienden, bankpersoneel, studenten en docenten sloten zich aan bij de algemene staking tegen de autocratie. Uiteindelijke werd het een landelijke staking met miljoenen deelnemers. De demonstranten eisten de invoering van algemeen kiesrecht. De bindende kracht achter de demonstraties was de Bond van Bonden.
De Bond van Bonden heeft bijgedragen aan de oprichting van de Sovjet van Sint-Petersburg, want zij kwamen als eerste met het idee van een arbeidersraad voor het organiseren van algemene stakingen.